# Callophrys rosneri
Espèce
Callophrys rosneri (ou Callophrys gryneus rosneri) est une espèce (ou une sous-espèce) de lépidoptères (papillons) nord-américains de la famille des Lycaenidae et de la sous-famille des Theclinae.

## Systématique
L'espèce Callophrys augustinus a été décrite par Kurt Johnson (d) en 1976.
Les travaux de Scott en 1986 considèrent ce taxon comme une sous-espèce de Callophrys gryneus, sous le nom Callophrys gryneus rosneri,.

### Sous-espèces
- Callophrys rosneri rosneri — présent dans les montagnes de la Colombie-Britannique
- Callophrys rosneri plicataria — présent sur l'ile de Vancouver[2].

## Nom vernaculaire
Callophrys rosneri se nomme Rosner's Hairstreak en anglais.

## Description
Ce papillon d'une envergure de 21 mm à 25 mm avec une fine queue coudée à chaque aile postérieure présente un dessus orange doré à marron doré.
Le verso marron est ornementé d'une fine ligne postmédiane irrégulière blanche.

## Biologie

### Plante hôte
La plante hôte de sa chenille est le Thuya géant, Thuja plicata.